# جاك إيتون
جاك إيتون (بالإنجليزية: Jack Eaton)‏ هو منتج أفلام ومخرج أمريكي، ولد في 16 يونيو 1888، وتوفي في 4 ديسمبر 1968 في مايستيك في الولايات المتحدة.

## وصلات خارجية
- جاك إيتون على موقع IMDb (الإنجليزية)
- جاك إيتون على موقع قاعدة بيانات الفيلم (الإنجليزية)
- جاك إيتون على موقع كينوبويسك (الروسية)